# ضربة أمام القلب
الضربة أمام القلب (بالإنجليزية: Precordial thump)‏ هي إجراء طبي يستخدم في علاج الرجفان البطيني أو التسرع البطيني مع غياب النبض في ظروف معينة. هذا الإجراء له معدل نجاح منخفض جداً، ولكن يمكن استخدامه في المرضى الذين رُصد لهم بداية لانظميات قلبية «قابلة للصدم» في حال عدم توفر مزيل الرجفان على الفور. لا ينبغي أن يؤخر هذا الإجراء الإنعاش القلبي الرئوي (CPR) وإزالة الرجفان، ولا يجب استخدامه في أولئك الذين يعانون من توقف قلب خارج المستشفى.

## طريقة الإجراء
في الضربة أمام القلب، يُضرب الثلث السفلي لعظم القص بالجانب الزندي لقبضة اليد. الهدف هو التخلص من اللانظمية المهددة للحياة. يُعتقد أن الضربة تنتج إزالة استقطاب كهربائي من 2 إلى 5 جول. يكون فعالًا فقط إذا تم استخدامه في غضون ثوانٍ من بداية الرجفان البطيني أو تسرع القلب البطيني مع غياب النبض، وبالتالي يجب استخدامه فقط عند مشاهدة التوقف ومراقبته. لا يوجد دليل على أن الضربة تحسن الشفاء عند توقف القلب غير المرصود.
في حين أن احتمالات النجاح ضعيفة، فإن الإجراء سريع، مما يسمح للمُسعف بمواصلة إجراءات الإنعاش الأخرى بما في ذلك الإنعاش القلبي الرئوي، الأدوية، وإزالة الرجفان كما تقتضي الحاجة.

## الاختلاطات
هناك مخاوف من أن الضربة أمام القلب قد تؤدي إلى تفاقم اللانظمية القلبية أو التسبب بتوقف القلب. كما سُجلت تقارير عن كسور عظم القص، التهاب العظم والنقي، وسكتة دماغية ناجمة عن الانصمام الخثري بعد ضربة أمام القلب. كما أن عرض هذا الإجراء في الأفلام السينمائية قد يدفع أشخاص غير مُدربين لمحاولة إجراءها مما يتسبب بأضرار إضافية للمريض، إذ أن التطبيق الخاطئ للضربة قد يؤدي إلى خلع رهابة القص مسبباً أذية للأعضاء الداخلية مثل الكبد مؤدياً للنزف، كما قد تتسبب الضربة بأذية عضلات قبضة المُسعف.

## تاريخياً
يرجع الفضل إلى جيمس بنينجتون "James E. Pennington" وبرنارد لون "Bernard Lown" في جامعة هارفارد في إضفاء الطابع الرسمي على هذه التقنية المذكورة في الأدب الطبي، إذ نشروا تقريرهم في مجلة نيو إنجلاند الطبية في أوائل السبعينيات. ساعد ريتشارد كرامبتون "Richard S. Crampton" وجورج كرادوك "George Craddock"، في جامعة فيرجينيا، في تعزيز استخدام المُسعفين لضربات الصدر في أثناء الحوادث. في عام 1970، كانت فرقة إنقاذ شارلوتسفيل - ألبيمارل (Charlottesville-Albemarle Rescue Squad (VA تنقل مريضاً غير مستقر حيوياً يعاني من لانظمية قلبية في ما كان يسمى آنذاك وحدة العناية القلبية المتنقلة، عندما اصطدمت المَركبة بسرعة دون قصد في موقف للسيارات في مركز تسوق، مما أدى لاستعادة النظم القلبي الطبيعي للمريض. وأكدت أبحاث أخرى أن ضربة أمام القلب قد تنقذ أرواح الأشخاص الذين يعانون من اللانظميات القلبية.

## تنظيم النظم القلبية بتكرار الضربة أمام القلب
تم اقتراح تكرار ضربة أمام القلب كوسيلة لتنظيم النظم القلبية بشكل ميكانيكي عند توقف القلب. هناك القليل من الأدلة التي تدعم استخدامه. في عام 1920، وصف الطبيب الألماني إدوارد شوت "Eduard Schott" استخدام هذه الطريقة، وتصف مقالة BJA لعام 2007 فائدة جيدة لهذه التقنية.